# Lost in Space Part I & II
Lost in Space Part I & II je kompilační album rockové opery Avantasia. Album vyšlo 23. listopadu 2008.

## Seznam skladeb
1. Lost In Space
2. Lay All Your Love on Me (ABBA cover)
3. Another Angel Down
4. The Story Ain't Over
5. Return To Avantasia
6. Ride The Sky (Lucifer's Friend cover)
7. Promised Land
8. Dancing with Tears in My Eyes (Ultravox cover)
9. Scary Eyes
10. In My Defence (Freddie Mercury cover)
11. Lost In Space
12. Lost In Space

## Obsazení
- Tobias Sammet – zpěv, baskytara
- Sascha Paeth – kytara
- Michael Rodenberg – klávesy
- Eric Singer – bicí

### Hudebníci
- Henjo Richter – kytara

### Zpěváci
- Jørn Lande
- Bob Catley
- Amanda Somerville
- Michael Kiske